# Yurii Ivanovich Sodol
Yurii Ivanovich Sodol (tiếng Ukraina: Содоль Юрій Іванович, sinh ngày 26 tháng 12 năm 1970) là một anh hùng Ukraina, Thượng tướng quân đội Ukraina (tướng ba sao), nguyên tư lệnh Lực lượng Liên hợp của Quân đội Ukraina (tức bộ chỉ huy tổng hợp mặt trận miền đông Ukraina chống lại quân Nga).
Sodol bắt đầu binh nghiệp từ khi học Trường cao đẳng Sĩ quân Pháo binh Sumi. Ông tốt nghiệp trường này năm 1992. Sau này, ông học tiếp tại Đại học Quốc phòng Ukraina, tốt nghiệp năm 2002.
Sau khi tốt nghiệp Đại học Quốc phòng, ông được phân công về lực lượng nhảy dù. Năm 2007, ông làm lữ đoàn trưởng lữ đoàn nhảy dù số 25. Năm 2014, ông chỉ huy lữ đoàn này tham gia Chiến tranh Donbas. Năm 2015, ông làm tư lệnh lực lượng nhảy dù của Ukraina.
Ngày 23 tháng 6 năm 2018, ông được bổ nhiệm làm tư lệnh lực lượng hải quân đánh bộ của Ukraina.. Ngày 5 tháng 12 năm 2018, được phong quân hàm Thượng tướng.
Năm 2023, ông làm chỉ huy nhóm tác chiến chiến thuật Donetsk của quân đội Ukraina.
Trong đợt cơ cấu lại hàng ngũ chỉ huy quân đội của Tổng thống Volodymyr Oleksandrovych Zelensky tháng 2 năm 2024, ông được giao làm tư lệnh Lực lượng Liên hợp của Quân đội Ukraina. Tuy nhiên, chỉ hơn bốn tháng sau đó, ông lại bị Tổng thống Zelensky bãi nhiệm. Các phương tiện truyền thông đưa tin rằng, nguyên nhân có thể là từ lời phàn nàn của sĩ quan chỉ huy Lữ đoàn Azov rằng năng lực chỉ huy yếu kém của ông khiến cho hàng ngàn binh sĩ Ukraina đã thiệt mạng.